# Bundesstraße 89
De Bundesstraße 89 (ook wel B89) is een bundesstraße in Duitsland die loopt door de deelstaten Thüringen en Beieren
De B89 begint bij Afrit Meiningen-Süd aan de A71 en loopt langs de steden Hildburghausen, Eisfeld, Sonneberg en verder naar Stockheim. De B89 is ongeveer 85 km lang.